# Canaã TV
Canaã TV é uma emissora de televisão brasileira sediada em Canaã dos Carajás, cidade do Estado do Pará. Opera no canal 12 (23 UHF digital) e é afiliada a Record. A emissora faz parte do Sistema Canaã de Comunicação (SCC), que compreende além da emissora de TV, a Rádio Serra Sul AM (770 AM) e a internet (através do blog da emissora inaugurado em 2009).
A Canaã TV transmite, através das retransmissoras, em mais de 40 cidades paraenses, num total de 5 milhões de pessoas no leste do Pará.

## História

### TV Globo
Há poucos detalhes sobre o começo da emissora, mas sabe-se que ela entrou no ar nos anos 90, como a terceira afiliada à Rede Globo no Pará (depois da TV Liberal e da TV Tapajós), mantendo-se líder de audiência na região.
A emissora se expandiu no leste do Pará em mais de 40 cidades paraenses onde a Rede Liberal não tinha cobertura, tendo sinal captado até fora do Pará, nos limites do noroeste do Tocantins e oeste do Maranhão (Região de Açailândia).

### Record
No dia 8 de dezembro de 2008, numa segunda-feira, a TV Serra Sul deixou exibir a programação da Rede Globo e trocou pela Rede Record. A emissora trocou de rede depois do término da novela Negócio da China (18 horas), na época do horário de verão, retransmitindo a programação da Record Belém da capital paraense.
O motivo de mudança de rede, segundo o diretor-geral da TV Record Belém, Cláudio Rodrigues, se deu pelo fato da Globo ter uma grade muito rígida, que limitava a produção de programação local. O regionalismo é importantíssimo, e essa é a visão: estar onde a população está e assim fortalecer a programação local".
No entanto, apesar da amplitude de seu sinal (com mais de 40 cidades com 5 milhões de habitantes), a emissora estreou uma versão local do Balanço Geral, mais voltado para a cidade de Canaã dos Carajás, com duração de meia-hora e apresentação de Gilson Farias. "Esse estilo de programa funciona muito bem aqui nesse horário. Isso porque ele pode variar o estilo de notícias", ressalta Rodrigues.
Cláudio salienta, ainda, que a flexibilidade da Rede Record foi fator determinante para a mudança. Para ele, fortalecer o regionalismo é crucial para o sucesso de uma emissora. "O futuro da televisão tem que se preocupar com o regionalismo. É importante".
No dia 9 de dezembro, menos de 24 horas depois de perda de sinal da Globo, técnicos da TV Liberal colocaram no ar, através do canal 12, uma repetidora em Canaã dos Carajás. A implantação foi feita às pressas para não perder o sinal da Globo na região, e foi coordenada pessoalmente pelo gerente técnico da emissora, Emiliano Sidrin, que viajou de Belém para Canaã dos Carajás. A emissora tinha sede no alto de um mini-shopping na avenida principal da cidade. Na prática, as Organizações Rômulo Maiorana instalou na cidade uma emissora pirata, sem autorização da Anatel, que costuma fechar rádios e TVs piratas no Pará.
No dia 22 de dezembro de 2009, a repetidora da TV Liberal na cidade foi tirada do ar por volta das 17hs. Servidores da Anatel acompanhados de agentes da Polícia Federal estiveram para lacrar os retransmissores da emissora, de propriedade de Jorge Vieira, que segundo a Anatel, funcionava de forma irregular. A denúncia partiu da direção da TV Serra Sul, a concorrente direta da Globo na cidade.